# Jahnoporus hirtus
Jahnoporus hirtus är en svampart som först beskrevs av Mordecai Cubitt Cooke, och fick sitt nu gällande namn av Nuss 1980. Jahnoporus hirtus ingår i släktet Jahnoporus och familjen Albatrellaceae.   Inga underarter finns listade i Catalogue of Life.